# クネネ川

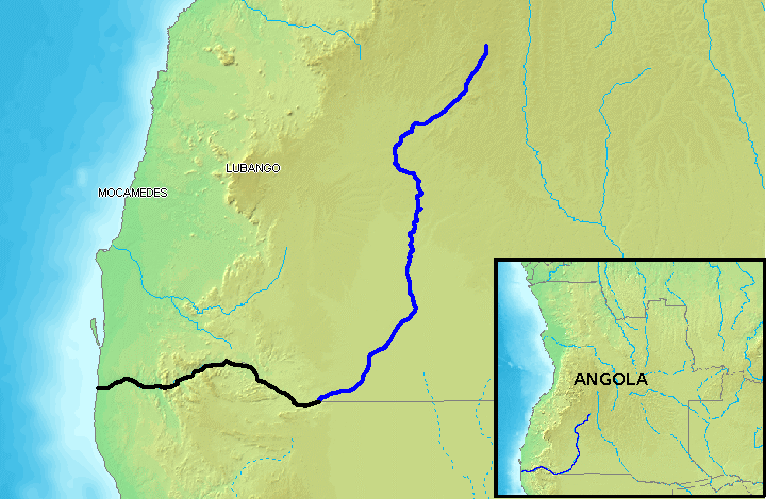
クネネ川

クネネ川（クネネがわ、Cunene River、Kunene River）は、アフリカ南部を流れる川である。アンゴラ高地からアンゴラとナミビアの国境に向かって南に流れ、それから西に国境を流れ大西洋に注ぐ。長さは約1,126km。
途中にあるエプパ滝は、ナミビア北部に居住するヒンバ族にとっての神聖な滝とされる。
ナミビア政府によるダム建設が計画されているが、クネネ川流域の生態系に深刻な打撃を与えることも危惧されている。